# 昂船洲海軍基地

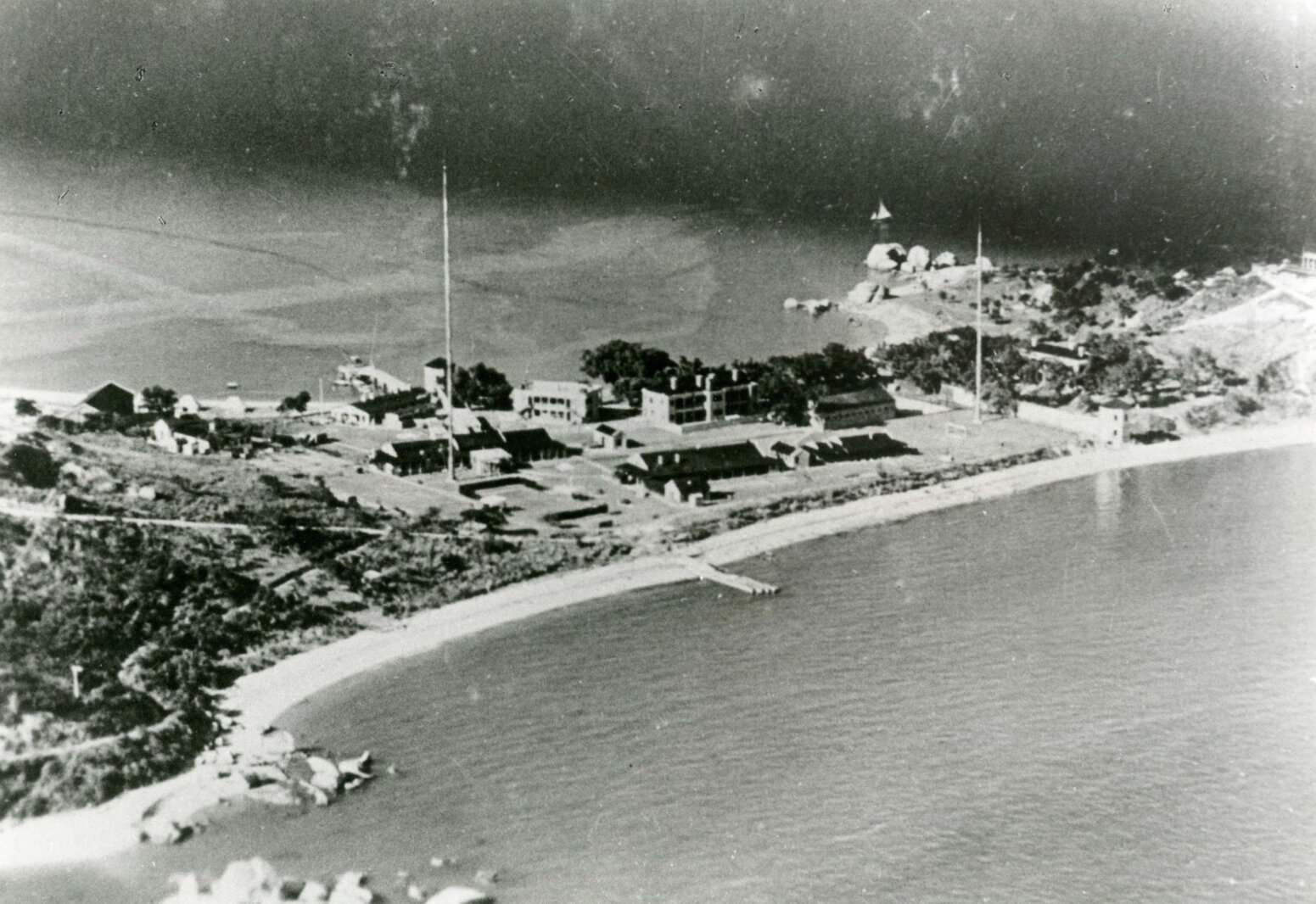
1930年代的昂船洲軍營

昂船洲海軍基地位於香港九龍昂船洲，由中國人民解放軍駐香港部隊駐守。无论是香港回归之前还是之後，昂船洲一直是海陸軍事重地，被劃撥為禁區範圍。

## 早期發展

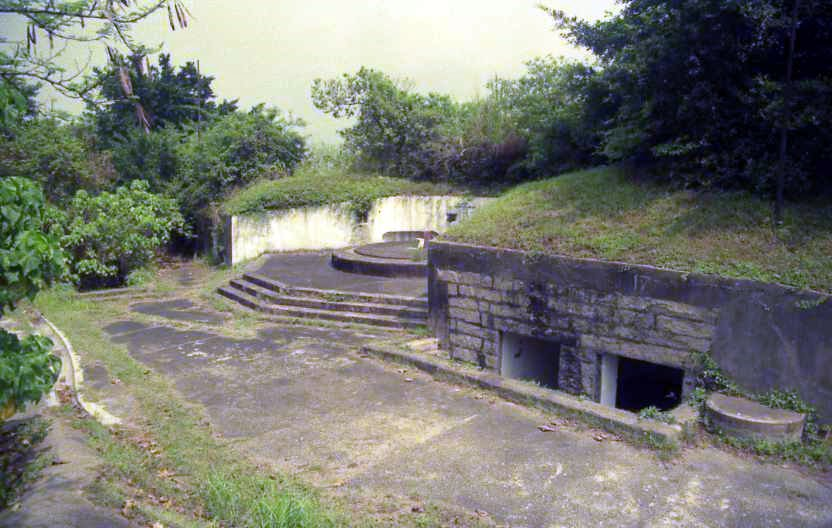
南炮台

1860年，昂船洲隨《北京條約》的簽署而割讓予英國，劃入香港版圖。最初這個島嶼作為開採石礦用途。1863年，香港總督羅便臣在島上興建了一所昂船洲監獄，以舒緩域多利監獄的擠迫情況。
1890年，該島被列為軍事用地。1905年，該島正式成為海軍基地，在島上設有軍用碼頭。
直至1957年以前，昂船洲一直由英軍駐守。兩次世界大戰期間，英軍在島上建設了一座彈藥庫，當中包括11座地下軍火庫，以存放供予英軍及商業開採礦產用的炸藥。1930年，英軍在島上建設了一座先進的情報截聽站，在太平洋战争爆發前，是英國在遠東所設立最重要的兩座情報截聽站之一（另外一座具有同樣規模的興建於新加坡）。
英軍在1881年至1905年期間在島上興建了6座炮台，包括東炮台（建於1881年）、中炮台（建於1891年）、南岸炮台（建於1885年）、西炮台（建於1890年）、亞比安炮台（建於1904年）及百夫長炮台（建於1905年）。

## 香港保衛戰及日佔時期
1941年12月8日香港保衛戰爆發，英軍在昂船洲炮台多次炮擊入侵新界西部的日軍，成功阻慢日軍佔領金山。12月10日，昂船洲遭到日軍猛烈的炮轟及以飛機不斷空襲，島上設施大多受損，但島上的守軍為了掩護蘇格蘭營從深水埗往九龍半島後撤，在11日中午仍以1號炮台不斷炮轟在荔枝角的日軍第230聯隊，直至下午3時接到司令部的撤退命令，炮台的守軍開始炸毀各門火炮和破壞島上設施，並帶走可搬動的設備乘船撤退，於12日凌晨1時許抵達香港島。
昂船洲之後被日军佔領，日軍在佔領香港期間對島上設施有所擴建，並且在島上建立了無線電接收設備作為軍事用途，擴大日本公共傳媒機構日本放送協會在海外的廣播接收範圍。島上恬靜的環境及舒適的海灘亦成為了日軍休閒及娛樂的地方。

## 戰後時期
第二次世界大戰後，昂船洲由英國皇家海軍重新接管，主要由印度錫克教教徒駐守。在1960年代至1980年代期間，昂船洲是用作為士兵休養生息的地方，並且在南岸的英國海陸空三軍合作社（NAAFI）商店、餐館及游泳池周邊建了很多歐洲式平房。最後使用基地的英國部隊是香港軍事服務團，其總部一直位於昂船洲，直至1997年基地關閉為止。

## 香港回归后
隨著香港於1997年回归中國，為了配合中國人民解放軍駐香港部隊駐守，昂船洲與其他的軍事基地於1994年進行重新興建。位於昂船洲南岸的海軍基地工程佔地16公頃，總建築面積約35,000平方米，包括辦公樓、宿舍、大會堂及直昇機停機坪等33座不同用途的建築物，其港池面積約400米乘400米，比較舊有港池更為大型。工程於1997年3月完成，耗資11億港元。而位於昂船洲北岸的基地範圍則在1997年前交還香港政府，後來更改興建成為昂船洲政府船塢。
同年4月11日，英國軍隊正式撤出昂船洲，標誌著英國於香港以至亞洲最後一座海軍基地關閉。1997年7月1日，隨著香港回归中國，昂船洲海軍基地由中國人民解放軍接管，成為中國人民解放軍駐港部隊海軍基地；此前，首批183名官兵已於前一日晚上率先進駐，預備交接事宜。
而在2017年7月7日至11日期間，中華人民共和國為慶祝香港回归二十週年，遼寧號航空母艦訪問香港，並停泊於鄰近昂船洲軍營附近海軍錨地，成為首艘到訪昂船洲軍港的航空母艦。
2021年7月8日，設於昂船洲軍營內的「駐香港部隊展覽中心」正式啟用，並由香港特首林鄭月娥及中央各駐港機構代表主持啟用典禮。該展覽館為繼香港海防博物館後，全港第二座軍事主題博物館，日後將逐步向駐港部隊官兵及香港市民有限度開放。同年10月1日國慶日，此博物館首次向獲邀的市民及中學師生開放。

## 歷史文物
軍營內仍然保存著20多座具歷史價值的建築物及軍事設施，包括10座一級歷史建築、13座二級歷史建築及2座三級歷史建築，分別於1863年至1939年期間興建。

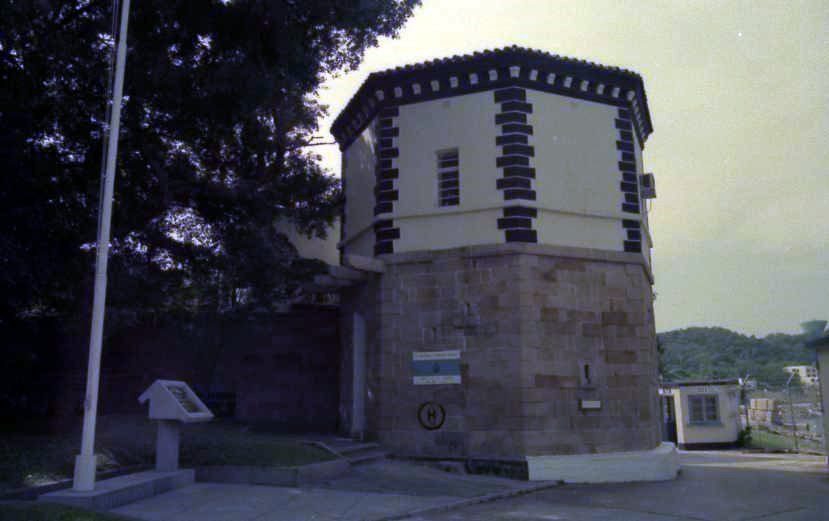
香港絕無僅有的八角形監視塔，建於1870年
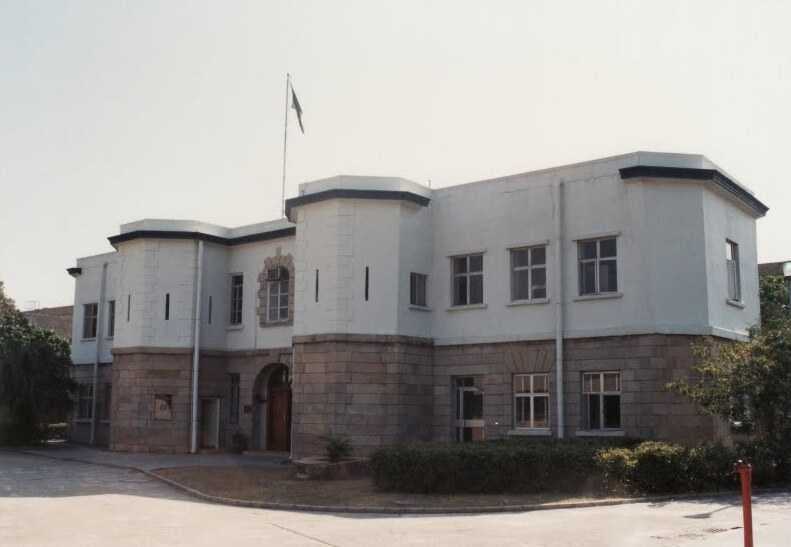
舊香港軍事服務團總部
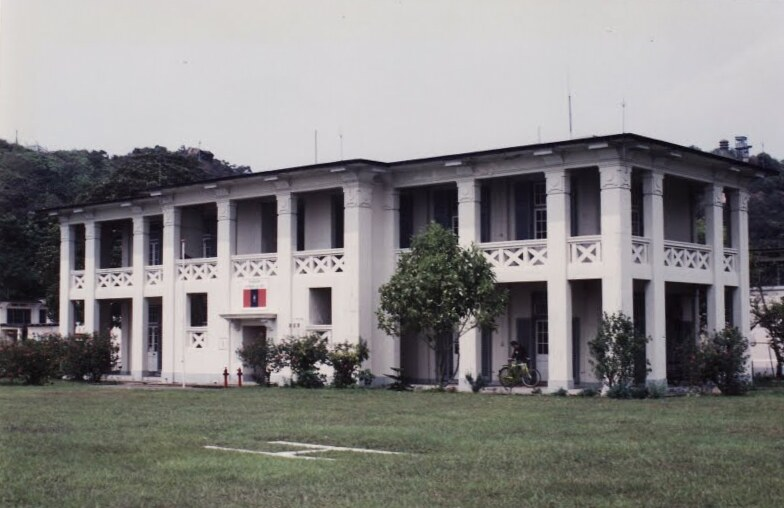
舊軍火庫總部
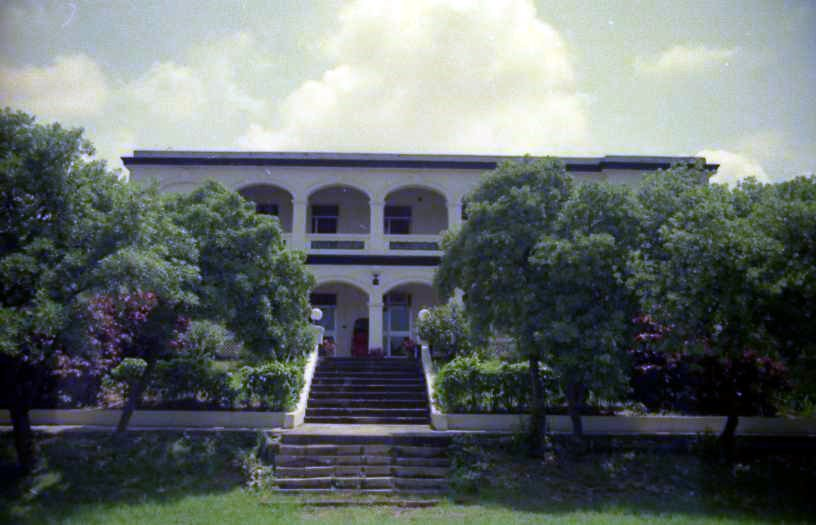
舊軍官餐廳